# Ужутракис
Ужутракис (Затрочье) — имение графов Тышкевичей на озере Гальве вблизи Тракая в Литве. Напротив имения через озеро Гальве находится Тракайский островной замок. Имение построено в 1895 году. С 1993 года ландшафтно-архитектурный заповедник.

## История
Территория вокруг озера Гальве и полуостров Ужутракис упоминаются в письменных источниках с XIV века, когда он принадлежал татарской знати. Эти живописные земли приобрел граф Юзеф Тышкевич во второй половине XIX века, усадебный дом построил один из его сыновей Юзеф Тышкевич. Молодой граф был галломаном и построил дом с внутренними интерьерами в стиле раннего французского классицизма Людовика XVI. Автором построек дворца стал польский архитектор Юзеф Гус. Усадьба Ужутракис занимала площадь более 600 гектаров, из которых 80 гектаров составляла территория собственно парка и имения, состоящая из сельскохозяйственной и представительской частей. Ужутракис использовался графом как летняя резиденция. Поэтому особое внимание владельцы уделили парку — проект садов и парка разработал известный ботаник и ландшафтный архитектор Эдуард Франсуа Андре. Им был создан парк в смешанном стиле (справа от дома — французский парк, слева — английский парк), украшенный копиями античных скульптур и множеством растений. В парке растут почти сто видов деревьев и кустарников – более половины из них были привезены специально для создаваемого парка. Особая гордость дворца — специально созданная на берегу озера Гальве терраса, с которой открывается вид на Тракайский островной замок. Напротив дворца были спроектированы французские партеры правильной формы с аллеями из подстриженных лип, орнаментальными клумбами, мраморными вазами и скульптурами. Особенно ценны скульптуры Флоры, Дианы и Ариадны (копии произведений известного французского скульптора XVIII века Антуана Куазевокса). В ландшафтной части парка (в английском парке) были декоративные пруды (сохранился только один), холмы парка были украшены искусственными камнями, а в самой узкой части парка был грот (не сохранились). 
Усадьба принадлежала роду Тышкевичей до Второй мировой войны. В советское время усадьба была национализирована и пришла в запустение. В первые послевоенные годы она использовалась как санаторий, затем пионерский лагерь, позднее как туристическая база. После получения Литвой независимости усадьба перешла в ведение Тракайского исторического национального парка, который приступил к его реставрации. В 2008 году в доме произведена реставрация экстерьеров, реставрация внутренних помещений продолжается с 2010 года. С 2013 года усадьба открыта для посещений. В усадьбе проходят концерты классической музыки, выставки, фестивали и другие культурные мероприятия.